# Конструкторське бюро «Прогрес» (Запоріжжя)
Запорізьке машинобудівне конструкторське бюро «Прогрес» імені академіка О. Г. Івченка — державне підприємство, яке входить до складу Державного концерну «Укроборонпром». Сферою діяльності підприємства є проектування, виробництво, сертифікація, ремонт, випробування, доведення й становлення серійного виробництва газотурбінних двигунів авіаційного й промислового застосування. Високий рівень конструкторських розробок авіаційних двигунів підприємства підтверджений сертифікатами Державіаслужби України, Авіаційного Реєстру Міждержавного Авіаційного Комітету країн СНД і Bureau Veritas.

## Історія
5 травня 1945 року наказом № 193 Народного комісара авіаційної промисловості СРСР О. І. Шахуріна на заводі № 478 було створено дослідно-конструкторське бюро (ДКБ) з розробки нових та модернізації раніше створених авіаційних двигунів середньої і малої потужності для цивільної авіації.
Вже в 1946 році в ДКБ був створений двигун М-26ГР (гелікоптерний, редукторний) потужністю 500 к. с. Це був перший у світі поршневий двигун повітряного охолодження, спеціально призначений для вертольотів. Двигуну присвоюється індекс «АІ» (Олександр Івченко) — АІ-26ГР. АІ-26ГР і його модифікації (АІ-26ГРФ потужністю 550 к. с., АІ-26ГРФЛ потужністю 575 к. с.) установлювали на вертольоти Г-4, Б-5, Б-9, Б-10, Б-11 І. П. Братухіна і Як-100 А. С. Яковлєва. Загалом було виготовлено близько 30 дослідних вертольотів і 250 двигунів АІ-26 ГР / ГРФ.
Більшість перших радянських дослідних і серійних вертольотів оснащувалися поршневими моторами, спроектованими в Запорізькому ДКБ.
Починаючи з 1947 р., на підприємстві приступили до дослідних робіт щодо створення легкого мотора АІ-10 — 5-циліндрова зірка повітряного охолодження потужністю 80 к. с. для навчально-спортивного літака Як-20. Було збудовано лише 2 дослідні літака і 9 моторів.
У 1948 р. розроблений АІ-4Г потужністю 55 к. с. для корабельних вертольотів зв'язку і спостереження Ка-10. Виготовлено 15 вертольотів і мала партія двигунів — 35 штук.
Начальником ДКБ був призначений кадровий конструктор заводу Олександр Георгійович Івченко, який став згодом (1963) генеральним конструктором підприємства. Основу колективу нового ДКБ склали досвідчені фахівці моторного заводу, що пройшли чудову школу створення й доведення авіадвигунів від М-11 до М-88Б і АШ-82ФН. У 1966 р. підприємство було перейменовано в «Запорізьке машинобудівне конструкторське бюро (ЗМКБ) „Прогрес“».
У цьому ж році створюється унікальний двигун АІ-14. Його літаковий варіант АІ-14Р — 9-циліндрова зірка повітряного охолодження з нагнітачем і редуктором потужністю 265 к. с. встановлювався на різні модифікації Як-12 і Як-18. Літаки мали як навчально-тренувальне, так і бойове застосування. Серійно випущено понад 12000 літаків в СРСР, Польщі, Китаї, з них близько 8500 одиниць з двигунами АІ-14. Усього в цих країнах виготовлено понад 12500 двигунів АІ-14Р різних модифікацій. Також цей мотор встановлювався і на літак короткого зльоту і посадки Ан-14 «Бджілка», серійно побудовано 332 літака. І по сьогоднішній день під маркою М-14 двигуни сімейства АІ-14 застосовуються на тисячах легких навчально-тренувальних, спортивно-пілотажних, адміністративних та сільськогосподарських літаках КБ ім. А. С. Яковлєва і ДКБ Сухого і експлуатуються в багатьох країнах світу.
Вертолітним варіантом АІ-14В потужністю від 255 до 280 к. с. оснащувалися корабельні багатоцільові вертольоти Камова Ка-15 і Ка-18. Всього виготовлено 465 машин та 1200 двигунів.
Також в 1948 році на базі моторів АІ-10 і АІ-14 був створений літаковий двигун АІ-12 — 7-циліндрова зірка повітряного охолодження потужністю 175 к. с. Двигун проходив льотні випробування на Як-18М і По-2. Виготовлена дослідна партія з 4 двигунів.
Особливо плідною в ті роки була співпраця з конструкторським бюро М. Л. Міля. У стислі терміни був побудований і випробуваний вертоліт Мі-1 з двигуном АІ-26В потужністю 575 к. с. Розроблений в 1953 р. вертоліт мав більше десятка модифікацій і широке цивільне і військове застосування. Будувався він у двох станах: СРСР і Польщі загальною кількістю 2691 вертоліт. Двигунів АІ-26В, а у Польщі під маркою Lit-3, виготовлено понад 4000 одиниць.
З 1953 р. ДКБ починає роботи по створенню газотурбінних двигунів. Першою роботою у цьому напрямку була розробка потужного турбостартера ТС-12 для турбогвинтового двигуна (ТВД) НК-12, який створювався на Державному союзному дослідному заводі № 276 під керівництвом Н. Д. Кузнєцова. Ним оснащувались пасажирські Ту-114 та літаки військового призначення Ан-22, Ту-95, Ту-126, Ту-142. Виготовлено понад 2500 турбостартеров ТС-12Ф.
З метою подачі стисненого повітря для запуску маршових поршневих двигунів АІ-14В і АІ-26В на вертольотах Ка-15, Ка-18 і Мі-1 в 1957 році був створений поршневий пусковий двигун АІ-2МК. Серійно виготовлено понад 5000 ВПД.
Для набуття досвіду з розробки і доведення газотурбінних двигунів з ДКБ Н. Д. Кузнєцова був переданий ТВД ТВ-2Ф та документація. У 1954 р. на його базі Запорізьким ДКБ створена модифікація ТВ-2Т з максимальною потужністю 6250 е.л.с. для прототипу транспортного літака Ан-8 (П). Виготовлена дослідна партія — 7 двигунів.
У 1955 р. на підприємстві розроблена ще одна модифікація — ТБ-2ВК з максимальною потужністю 5900 е.л.с. з оригінальним редуктором для приводу підйомних і тягових гвинтів найбільшого у світі гвинтокрила Ка-22 конструкції Н. І. Камова. На цьому дослідному гвинтокрилі встановлені світові рекорди швидкості і висоти польоту. Двигуни були встановлені на першому примірнику Ка-22.
Для експериментального вертольота В-7 (Мі-7) в 1957 р. був створений ТРД АІ-7 з максимальною тягою 1960 кгс. Два двигуни встановлювалися на кінцях дволопатеве гвинта, і гвинт розкручувався за допомогою їх реактивної тяги. У 1959 р. роботи зі створення АІ-7 припинені у зв'язку із закриттям теми по вертольоту В-7. Був виготовлений один дослідний вертоліт і 11 двигунів.
У цьому ж, 1957 році, успішно пройшов державні випробування одновальний ТВД АІ-20 — один з перших у світі ВМД з великим ресурсом. Простий по конструкції, технологічний і недорогий у виробництві двигун характеризується високою експлуатаційною надійністю. Довгі роки його модифікації АІ-20А (4-х серій), АІ-20Д (5-ти серій), АІ-20К, АІ-20М потужністю від 4000 до 5250 е.л.с. успішно експлуатувалися на пасажирських літаках Ан-10, Іл-18 і літаках ВПС — Ан-8, Іл-20, Іл-22 і сьогодні продовжують експлуатуватися на Ан-12, Ан-32, Бе-12, Іл-38. У процесі експлуатації на двигуні серії АІ-20М, на першому в СРСР, досягнутий найбільший міжремонтний ресурс 8000 годин і призначений — 22 000 годин. Всього виготовлено 2663 літака і приблизно 14000 двигунів АІ-20 всіх модифікацій.
У 1958 р. розроблений ТВД АІ-24 потужністю 2550 е.л.с., в основу якого ліг досвід конструювання ТВД АІ-20 і прогресивний метод моделювання. Модифікації двигуна експлуатуються на пасажирських літаках Ан-24 і літаках спеціального призначення Ан-26, Ан-30. Всього побудовано 2735 літаків і близько 11 750 двигунів АІ-24 різних модифікацій. Для двох перших дослідних вертольотів У-8 (Мі-8) в 1960 році було виготовлено 11 турбовальних двигунів АІ-24В потужністю 2000 к. с. Пізніше, у зв'язку з вибором для Мі-8 двигуна ТВ2-117, роботи з АІ-24В були припинені.
З початку 60-х років ДКБ веде розробку двоконтурних ВМД. Двохвальний ТРДД АІ-25 із максимальною тягою 1500 кгс для пасажирського літака Як-40 був створений в 1965 р, літак будувався серією — 1011 одиниць. Двигун також встановлювався на сільськогосподарському літаку М-15 (Польща), побудовано 138 літаків. Серійно випущено 6326 двигунів.
Для випуску в Чехії навчально-тренувального літака L-39 в 1973 р. була створена модифікація АІ-25ТЛ з тягою 1720 кгс. Двигун розроблений на базі ТРДД АІ-25 з подовженою вихлопною трубою, охолоджувані робочими лопатки ТВД і маслосистеми, що забезпечує роботу підшипників в умовах перевернутого польоту. Серійно випущено більше 5100 двигунів. На сьогоднішній день близько 2650 АІ-25ТЛ експлуатуються в 37 країнах світу на навчально-тренувальних та бойових літаках. Всього побудовано 2868 літаків L-39. Модифікація двигуна АІ-25ТЛК встановлюється на китайський навчально-тренувальний літак JL-8, в експлуатації близько 300 двигунів, інша модифікація — АІ-25ТЛ 300.11 застосовується на безпілотних літальних апаратах (БЛА).
Шістдесяті роки ознаменувалися розробкою сімейства малих допоміжних силових установок для приводу електрогенераторів, для роботи системи кондиціювання, подачі стисненого повітря під час запуску маршових ВМД як цивільної, так і військової авіації. Це ЗСУ АІ-8, АІ-9, АИ-9В для літаків Ан-8, Ан-10, Бе-12, М-15, Як-40 і більшості вертольотів Камова: Ка-27, −29, −31, — 32, Ка-50, Ка-52, Ка-60 і Міля: Мі-6, Мі-8 (17), Мі-10, Мі-14, Мі-24 (Мі-35), Мі-26, Мі-28. Всього побудовано близько 9900 літальних апаратів, на яких встановлювалися ЗСУ цих марок і виготовлено порядку 13000 пускових двигунів. В наш час[коли?] в експлуатації — понад 7000 одиниць ЗСУ.
У 1971 р. для пасажирського літака Як-42 спроектований перший в СРСР ТРДД з великим ступенем двоконтурного Д-36 і максимальної тягою 6500 кгс. Вперше на двигуні такого класу застосована трьохвальна схема з широким застосуванням титану і прогресивних конструкторських, технологічних і металургійних розробок. Також вперше двигун виконаний за модульною схемою. Модифікації цього двигуна успішно експлуатуються на військово-транспортних і багатоцільових літаках Ан-72, Ан-74, а також на пасажирському Ан-74ТК-300. Всього побудовано 350 літаків і серійно виготовлено близько 1700 двигунів. У наш час в експлуатації перебувають близько 720 Д-36.
У середині 1970-х років на базі Д-36 був створений турбовальні двигун Д-136 потужністю 11400 к. с. для самого вантажопідйомного у світі військово-транспортного вертольота Мі-26. Виготовлено 288 вертольотів і 945 двигунів, в експлуатації знаходяться — 400.
У рамках військово-технічного співробітництва країн-учасниць РЕВ у 1984 р. спроектований ТРДД ДВ-2 з максимальною тягою 2200 кгс для навчально-тренувального літака L-59 чеського виробництва. Побудовано 65 літаків. З 1991 р. двигун серійно випускався в Словаччині малої серією — 70 одиниць.
У першій половині 80-х років основні зусилля підприємства були направлені на створення ТРДД надвисокої тяги для стратегічного військово-транспортного літака Ан-124 «Руслан». Був створений потужний, високоефективний двигун Д-18Т з тягою 23430 кгс. Він також встановлений і на самому вантажопідйомності у світі транспортний літак Ан-225 «Мрія». Всього побудовано 52 літака і виготовлений 251 двигун. В експлуатації знаходяться 188 Д-18Т.
Перший вітчизняний і перший у світі демонстраційний дослідний тривалковий ТВВД Д-236Т максимальною потужністю 9450 е.л.с. був створений і випробуваний в 1985 р. Двигун був побудований для відпрацювання проблемних питань, пов'язаних зі створенням двигунів гвинто-вентиляторної схеми. Їх було виготовлено два примірники.

## Сучасність
Сфера діяльності: проектування, виготовлення, випробування, доведення, сертифікація, постановка на серійне виробництво і ремонт газотурбінних двигунів авіаційного і промислового застосування. Понад 60 сертифікатів Бюро Верітас, Європейського агентства з авіаційної безпеки (EASA), Головного управління цивільної авіації Китаю, АР МАК і Державіаслужби України підтверджують відповідність типової конструкції, якість, надійність і право на проектування, виробництво, ремонт та модернізацію двигунів підприємства.
З 1994 р. Підприємство носить ім'я свого першого керівника — академіка О. Г. Івченка, а з 2004 р. — ДП «Івченко-Прогрес».
Для задоволення прогнозованого росту попиту на авіатехніку підприємство розробляє ряд нових авіаційних двигунів цивільного і військового призначення. Зокрема, це перший у світі гвинтовентиляторний двигун Д-27 з максимальною потужністю 14000 е.к.с, який в наш час[коли?] проходить льотні випробування на середньому військово-транспортному літаку Ан-70. Сьогодні активно ведуться підготовчі роботи до запуску в серійне виробництво літаків і двигунів. Також проводяться роботи з розробки нових модифікацій — ТВГТД АІ-127 потужністю 14 500 к. с. для важких вертольотів, сімейство турбореактивних двигунів з надвисоким ступенем двоконтурні (близько 13) АІ-727 тягою 9000—11 000 кгс з редукторним приводом малошумного широкохордного вентилятора нового покоління для транспортних літаків типу Ан-148Т.
Для нового регіонального літака Ан-140 розроблені турбогвинтовий двигун ТВЗ-117ВМА-СБМ1 і допоміжний АІ9-ЗБ. Проводяться роботи з подальшого збільшення ресурсу та надійності цих двигунів.
Нові пасажирські літаки Ту-334, Ан-148, а також літак-амфібію Бе-200 піднімаючи ють у небо двигуни нового покоління сімейства Д-436 тягою від 6400 до 8200 кгс. Серійне виробництво здійснюється в кооперації підприємств: ВАТ «Мотор Січ» (Україна) і російських — ФДУП «ММПП«Салют» і ВАТ «УМПО». У листопаді 2008 року ТРДД Д-436ТП першим з авіаційних двигунів на пострадянському просторі отримав схвалення Європейського Агентства з авіаційної безпеки (EASA) на відповідність західним нормам льотної придатності, забезпечивши тим самим вихід гідролітака Бе-200ЧС на Європейський ринок.
Розробляється сімейство турбореактивних двигунів АІ-222 тягою від 2200 до 4500 кгс (форсажні модифікації) для сучасних навчально-бойових літаків. У 2009 році завершена програма і підписаний Акт суміщених державних випробувань російського літака Як-130 з двигунами АІ-222-25 тягою 2500 кгс.
Серійне виготовлення двигунів АІ-222-25 ведеться в кооперації з ВАТ «Мотор Січ» і ФДУП «ММПП „Салют“». Завершується розробка ТРДДФ АІ-222-25Ф з тягою 4200 кгс на форсованому режимі. Перші двигуни поставлені для китайського надзвукового навчально-тренувального літака L-15. На основі базової газогенератора ведуться роботи з розробки ТРДД АІ-222-40 з тягою 3500—4150 кгс для комерційних літаків. Для нових літаків та вертольотів ведеться створення турбогвинтових і турбовальних модифікацій АІ-8000 потужністю 7000—8000 к. с.
Для легких вертольотів створений малорозмірний турбовальний двигун АІ-450 потужністю 465 к. с. Виготовлена дослідна партія двигунів на ВАТ «Мотор Січ». На базі газогенератора двигуна АІ-450 створений допоміжний ВМД АІ-450МС для регіонального літака Ан-148 і розробляється модифікація двигуна — АІ-450М з заднім висновком валу (400—465 к. с.) для модернізації вертольота Мі-2М, в наш час[коли?] вона проходить стендові випробування і ведеться підготовка її серійного виробництва, а також модифікація підвищеної потужності АІ-450-2 (630—730 к. с.) для вертольотів типу «Ансат», турбогвинтові двигуни АІ-450С (400—465 к. с .) і АІ-450С-2 (630—730 к. с.) для легких літаків типу Як-18, Як-152, СМ-92Т «Фініст Турбо», EV-55, модифікації двоконтурних турбореактивних двигунів АІ-450БП (409 кгс) і АІ-450-2БП (560 кгс) для легких багатоцільових літаків і БПЛА.
Використовуючи великий досвід створення двигунів АІ-222-25, АІ-222-25Ф і Д-27 опрацьовується ТРДДФ АІ-9500Ф тягою 9,5 тс призначений для використання у складі силових установок легких бойових літаків.
Розробляються технічні пропозиції щодо перспективних двигунів: ТВД АІ-40 (3500—4500 к. с.) для комерційних літаків.
На підприємстві досліджують нові матеріали, системи управління, елементи і вузли, створені на основі нових ідей та перспективних технічних рішень. Розроблені й опробовані ідеї, технології та матеріали впроваджують не тільки в нових перспективних двигунах, але й при модифікації існуючих серійних газотурбінних двигунів, що забезпечує нові можливості та якісне поліпшення ЛА.
Для підвищення вантажопідйомності і виробництва транспортного літака Ан-124-100 створюється модифікація двигунів Д-18Т серії 4. Новий літак Ан-124-100М-150 зможе перевозити вантажі масою до 150 т.
Для модернізації навчально-тренувального літака L-39 чеської фірми AeroVodohody на базі двигуна АІ-25ТЛ розроблена модифікація АІ-25ТЛШ. У ній введений бойової режим з підвищеної максимальної тяги до 1850 кгс. Установка модифікованого двигуна забезпечує продовження терміну служби літака L-39 на 10—15 років. У грудні 2008 двигун у складі літака L-39 пройшов державні льотні випробування. У наш час[коли?] модернізовані літаки L-39 надходять на озброєння Повітряних сил Збройних сил України.
Колектив підприємства створює приводи індустріального застосування. Це напрям налічує 21 тип двигунів у діапазоні потужностей від 0,5 до 25 МВт. Газотурбінні приводи сімейства Д-336 потужністю від 4 до 10 МВт і АІ-2500 потужністю 2,5 МВт працюють у складі 135 агрегатів на більш ніж 31 компресорних і 3 електростанціях України, Білорусі, Азербайджану, Туркменістану, Росії, Узбекистану, Болгарії, Туреччини та Ірану. Всі газотурбінні приводи мають сертифікати відповідності російських та українських сертифікаційних центрів.

### Після 2014 року
Під час авіасалону «Ле Бурже 2015» прес-служба концерну Укроборонпром повідомила, що завод буде виготовляти та обслуговувати двигуни для авіапарку австрійської компанії Diamond Aircraft Industries GmbH.
У травні 2021 року стало відомо, що держпідприємство «Запорізьке машинобудівне конструкторське бюро „Прогрес“ ім. академіка О. Г. Івченка» почало випробовування розробленого в Україні повітряного гвинта AI-P500V5. Виходячи з оприлюдненої інформації, п'ятилопатевий повітряний гвинт, розроблений українськими фахівцями, «створений для використання із двигуном AI-450T у складі БпЛА різного призначення».

## Конструкторський потенціал
Конструкторський колектив і виробництво працюють з використанням новітніх технологій, на сьогодні ДП «Івченко-Прогрес» володіє передовими технологіями проектування і виробництва. Високоефективне CAD/CAM-проектування і 3D-розрахунки, які виконуються на сучасному комп'ютерному устаткуванні, монокристалічні лопатки турбін з високоефективною системою охолодження, високонапірні ступені компресора, виготовлені за технологією «Блиск» (диск, виконаний як одне ціле з робітниками лопатками), високоміцні порошкові і гранульні сплави, композиційні матеріали та інші передові рішення застосовуються сьогодні для створення нових двигунів з високими експлуатаційними властивостями.
Експериментально-дослідний комплекс підприємства, один з найпотужніших у Європі, налічує 17 стендів і 78 установок для вирішення різних завдань щодо проведення випробувань двигунів, їх повузлового доведення, дослідження з метою сертифікації і подальшого вдосконалення конструкції, підвищення надійності і економічності двигунів і т. д.
ДП «Івченко-Прогрес» здійснює єдину технічну і маркетингову політику спільно з українськими і російськими виробниками газотурбінної техніки. У наш час[коли?] підприємство має більше 500 ділових партнерів, більшу частину яких складають авіапідприємства України.
Газотурбінні двигуни, виготовлені по документації ДП «Івченко-Прогрес», успішно експлуатують численні авіакомпанії світу. З багатьма з них підприємство підтримує тісні взаємовідносини, надаючи послуги з ремонту двигунів і забезпечення експлуатації двигунів за технічним станом. Серед авіакомпаній «Волга-Дніпро», «Авіалінії Антонова», «Енімекс», «Політ» і ще близько 50 авіакомпаній в усьому світі підприємство має репутацію серйозного і надійного партнера.
Сьогодні фірма має все, щоб залишатися одним зі світових лідерів у галузі будівництва сучасних надійних і екологічно досконалих двигунів.
Для цього створено:
- своя конструкторська школа
- колектив висококваліфікований них співробітників
- матеріальна база
- перспективні напрацювання
- чесні й взаємовигідні стосунки з партнерами та споживачами.

## Керівники
У різні роки ДКБ керували видатні вітчизняні конструктори авіаційних двигунів:
- з 1945—1968 рр. — Олександр Георгійович Івченко;
- з 1968—1989 рр. — Володимир Олексійович Лотарєв;
- з 1989—2010 рр. — Федір Михайлович Муравченко;
- з 2010—н.ч.  — Ігор Федорович Кравченко.